# 골드브리킹
골드브리킹(goldbricking), 사이버슬래킹(cyberslacking)은 겉으로는 근무를 유지하는 것처럼 보이지만 할 수 있는 업무보다 일을 덜 하는 행위를 말한다. 게으름 피우기라고도 한다. "골드브리킹"이라는 용어는 노동자가 표면에 부지런히 일하는 것처럼 보이는 와중 금을 벽돌에 코팅해야 하는 대신 무가치한 금속을 적재함으로써 실제로는 가치없는 일을 한 신용 사기에서 기원한다.
1999년 보고에 따르면 미국 내 컴퓨터 자원의 사이퍼슬래킹 비용이 한 해에 10억 달러를 넘어선다고 추정하였다. 광대역 인터넷 접속이 작업장에서 일상화되었을 때 골드브리킹의 예가 눈에 띄게 증가하였다. 그 이전까지는 전화 접속 연결 속도가 매우 느려 인터넷을 탐색하며 노동 시간을 보내는 일은 드문 편이었다. 수많은 기업들은 생산성 제고와 책임 제한 노력의 일환으로 감시 소프트웨어를 이용하여 직원의 인터넷 활동을 추적한다.

## 같이 보기
- 인터넷 과의존